# Подземный храм Преподобного Серафима Саровского

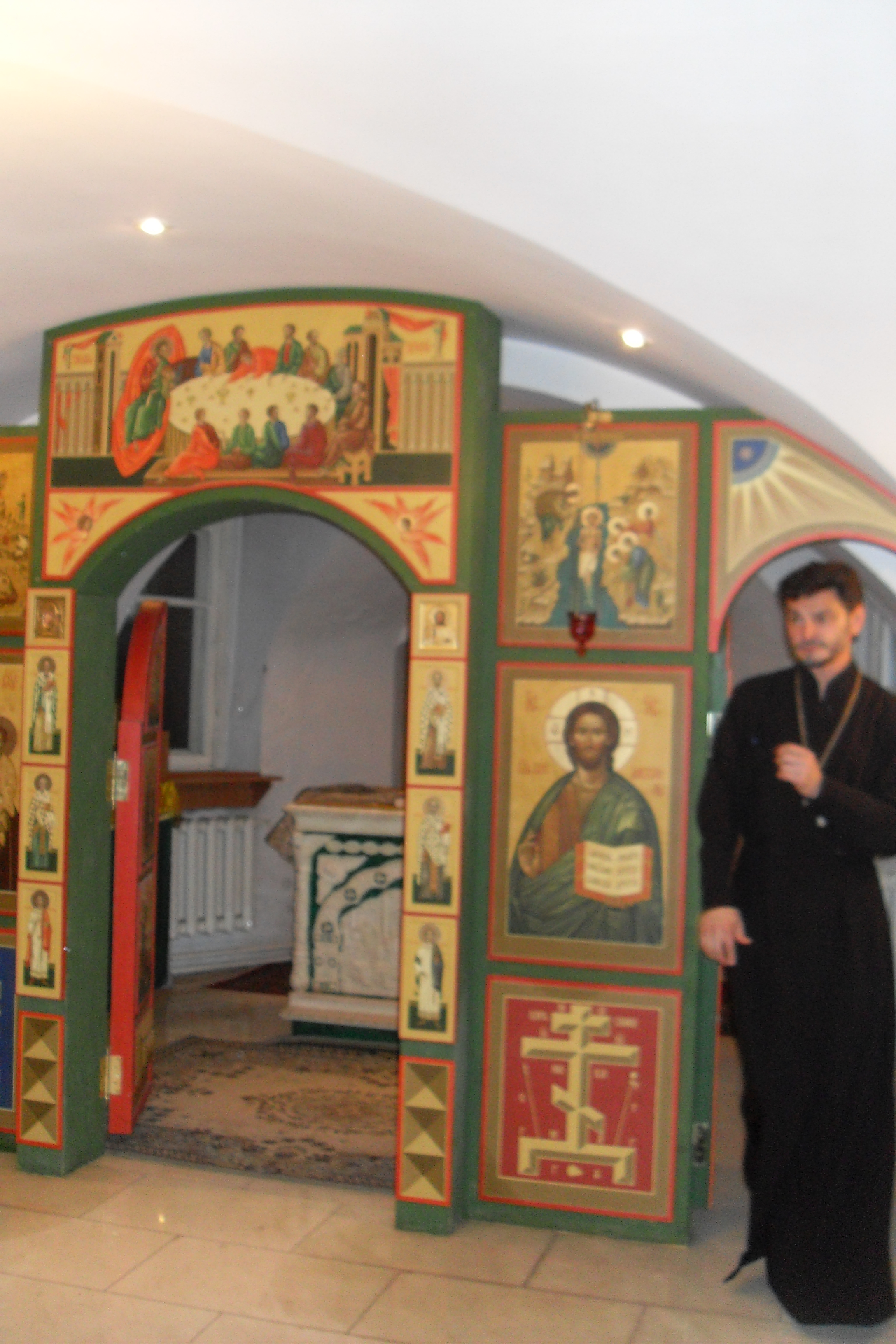
Настоятель Подземного храма Преподобного Серафима Саровского - Вячеслав Ковалевский- около алтаря

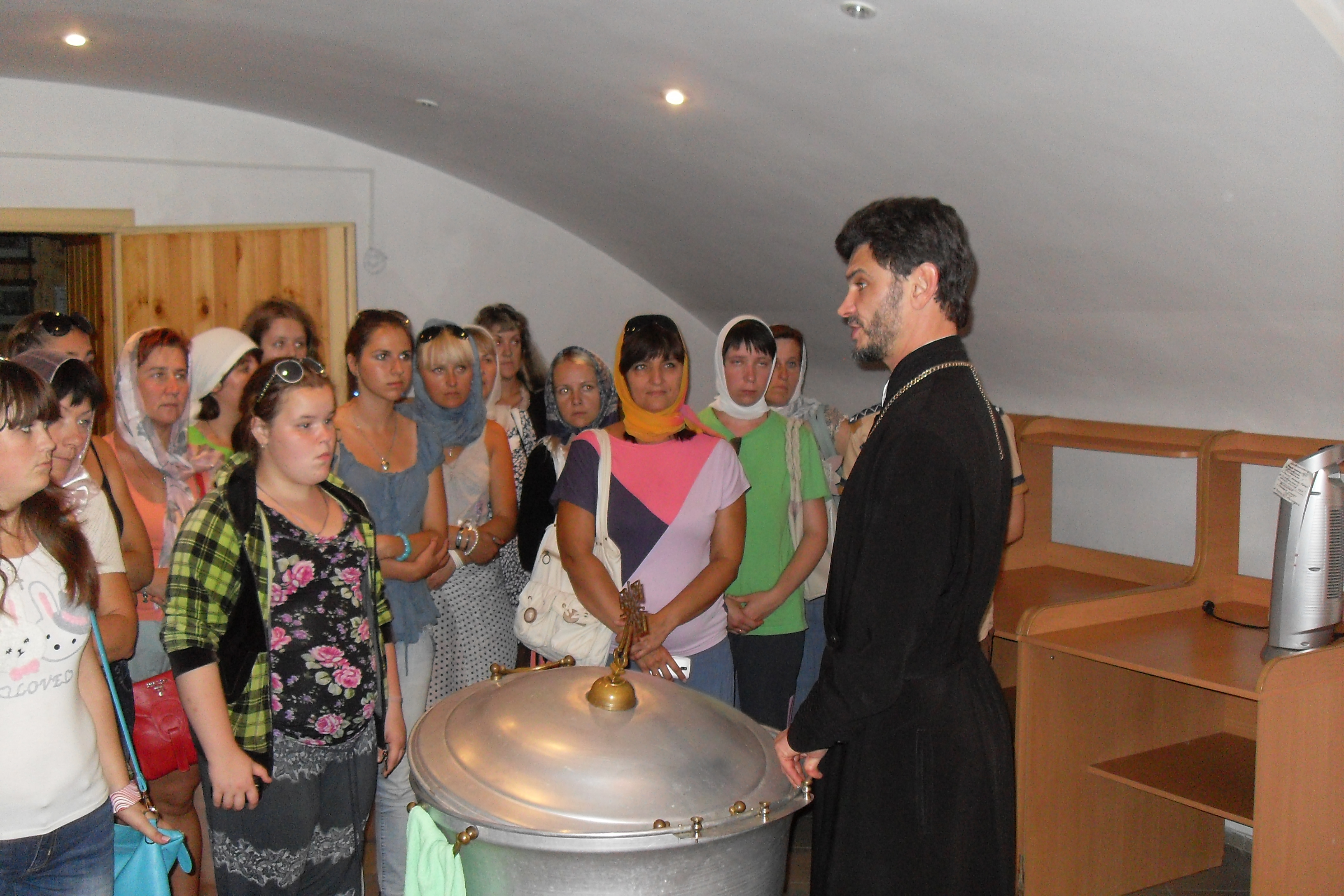
В Подземном храме Преподобного Серафима Саровского

Храм Преподобного Серафима Саровского — православный храм в Зареченском районе Тулы. Храм Преподобного Серафима Саровского, находясь в подвальном помещении Храма Сергия Радонежского, является частью единого комплекса Храма Сергия Радонежского.
Адрес: Россия, Тула, ул. Октябрьская, 76 (вход через Храм Сергия Радонежского)
Географические координаты: 54°13′01.2″ с. ш.37°37′24.6″ в. д. (G) (O)
Высота сводов подземного храма- около 4х метров, стены и потолки не раскрашены; имеется алтарь.
Придел Преподобного Серафима Саровского расположен в здании, обладающем статусом памятника архитектуры.
Настоятель храма: Протоиерей Вячеслав Ковалевский.